# Орден Венгерской свободы
Орден Венгерской свободы — государственная награда Венгерской Народной Республики.

## История
Орден Венгерской свободы был учреждён Венгерским Национальным Собранием на основании закона № VIII в 1946 году. Утверждение статута ордена Президентом республики последовало 12 июля 1947 года указом за № 5.
Персоначально орден вручался Президентом Венгрии, после 1949 года, когда должность президента была упразднена — председателем Президиума ВНР.
В 1953 году награждение орденом было прекращено. Однако уже в 1957 году на основании указа № 61, имевшего силу закона, награждение орденом было возобновлено для тех граждан, кто отличился в защите венгерского трудового народа и в подавлении контрреволюционного мятежа 1956 года. 4 апреля 1958 года награждение орденом было опять прекращено.
Орденом Венгерской свободы были награждены 1828 человек Президентом Республики и 2150 человек Президиумом ВНР.
Награждённые обладали рядом привилегий.
В 1980 году орден был восстановлен в трёх степенях: золотой, серебряной и бронзовой.

## Статут
Орденом Венгерской свободы награждались граждане за создание и укрепление независимой и демократической Венгрии, за выдающиеся военные и гражданские заслуги в борьбе за демократию и свободу.
Награду могли получить военные и гражданские лица, как венгры, так и иностранные граждане.
Первоначально орден состоял из двух степеней: серебряной и бронзовой. Однако вручался орден единожды. А степень определялась в зависимости от ранга награждаемого.
В 1980 году была добавлена золотая степень.

## Описание
Существовало 4 типа ордена.

### Тип 1
Вручался с 10 мая по 14 октября 1946 года.
Знак ордена изготавливался из серебра или латуни и представлял собой десятиконечную звезду, состоящую из двух спаянных пластин в виде пятиконечных звёзд диаметром 43 мм, и круглого медальона поверх них. В медальоне изображение Лайоша Кошута, смотрящего вправо и надписью по кругу над ним: «MAGYAR SZABADSÁGÉRT» (За Венгерскую свободу).
Реверс несёт на себе вручную выбитый номер ордена, а под ним отчеканенный год основания — «1946».
Знак при помощи кольца крепился к орденской ленте.
 Орденская лента 33-34 мм шириной, длиной 130 мм, складывалась в виде пятиугольника. В центре красная полоса 13 мм шириной, по бокам зелёная и белая полосы по 5 мм.
Этим типом ордена президент наградил 504 человека, из них 345 серебряной степенью и 159 бронзовой. Уже в год учреждения начался обмен этих наград на знаки второго типа.

### Тип 2
Знак ордена изготавливается из серебра или томпака и представляет собой десятиконечную лучистую звезду диаметром 45 мм. В центре круглый медальон в обрамлении лаврового венка зелёной эмали. В медальоне смотрящий в право профиль Лайоша Кошута.

Герб Кошута

 Реверс знака несёт на себе так называемый герб Кошута, под ним в три строки надпись «MAGYAR / SZABADSÁGÉRT / 1946».
Орденская лента шириной 40 мм свёрнута треугольником. В центре красная полоса 20 мм шириной, по бокам зелёная и белая полосы по 5 мм шириной.

### Тип 3
Вручался с ноября 1957 по 4 апреля 1958 года.

Герб ВНР с 1957 года

 Знак ордена аналогичен знаку второго типа, за исключением герба на реверсе — отчеканен герб образца 1957 года.

### Тип 4
Знак вручался с 1980 года в трёх степенях: золоте, серебре и бронзе.
Знак ордена аналогичен знаку третьего типа, за исключением реверса, который не нёс на себе никаких изображений.